# Meerwein-Salze

Strukturformel vom Meerwein-Salz Trimethyloxoniumtetrafluoroborat

Als Meerwein-Salze werden chemische Verbindungen in der organischen Chemie bezeichnet, die sich aus einem Trialkyloxonium-Kation und einem Tetrafluoroborat-Anion zusammensetzen. Die Meerwein-Salze sind benannt nach dem deutschen Chemiker Hans Leberecht Meerwein, der die ersten Verbindungen dieser Art beschrieb.
Meerwein-Salze sind starke Alkylierungsmittel, die in Synthesereaktionen eingesetzt werden.
Häufig wird bei Versuchsanleitungen lediglich von dem Meerwein-Salz gesprochen, was aber nicht präzise ist. Meerwein selbst hat zunächst die Ethylverbindung Triethyloxoniumtetrafluoroborat gefunden und beschrieben, ein weiterer Vertreter der Stoffgruppe ist beispielsweise das Trimethyloxoniumtetrafluoroborat. 